# ژیل-گاستون گرانژه
ژیل-گاستون گرانژه (به فرانسوی: Gilles-Gaston Granger)‏ (تلفظ فرانسوی: [ɡʁɑ̃ʒe])‏ (۲۸ ژانویهٔ ۱۹۲۰ – ۲۴ اوت ۲۰۱۶) فیلسوف و استاد دانشگاه اهل برزیل بود.
گرانژه دانش‌آموختهٔ مدرسهٔ عالی نرمال بود و در کلژ دو فرانس تدریس می‌کرد. پژوهش‌ها و آثار او بر فلسفهٔ منطق، ریاضیات، علوم انسانی، علوم اجتماعی، ارسطو، ژان کاوایه، و لودویگ ویتگنشتاین تمرکز داشت. معتبرترین ترجمهٔ فرانسویِ رسالهٔ منطقی-فلسفی، اثر ویتگنشتاین، ازآنِ اوست. گرانژه همچنین بیش از ۱۵۰ مقالهٔ علمی نوشت.